# کارولینا ویدرا
کارولینا ویدرا (لهستانی: Karolina Wydra؛ زادهٔ ۵ مارس ۱۹۸۱) یک هنرپیشه لهستانی‌الاصل اهل ایالات متحده آمریکا است. وی از سال ۱۹۹۷ میلادی تاکنون مشغول فعالیت بوده‌است.
از فیلم‌ها یا مجموعه‌های تلویزیونی که وی در آن‌ها نقش داشته است می‌توان به خون حقیقی اشاره نمود.